# 율리아 셰레메타
율리아 아테나 셰레메타(폴란드어: Julia Atena Szeremeta, 2003년 8월 24일~)는 폴란드의 권투 선수로 2024년 하계 올림픽에서 여자 페더급 은메달을 획득했다.